# G2C
G2C fue un prototipo de traje espacial para actividades intravehiculares fabricado por la empresa David Clark para las misiones del programa Gemini. Fue el traje precedente a los trajes G3C, G4C y G5C, este último usado en la misión Gemini 7, de casi 14 días de duración.
El prototipo, probado en 1963 en una maqueta de la nave Gemini, presentaba algunos fallos: se encontró que la parte del torso era demasiado ancha, haciéndolo incómodo. También se encontró que el protector del visor del casco, al aumentar la altura de este, chocaba con la esclusa de la nave. De las mejoras realizadas al G2C surgió el traje G3C.
A finales de febrero de 1964 se habían fabricado once trajes G2C, con 23 más previstos para marzo de 1964, momento en que comenzarían las pruebas de los trajes.